# Ernst Sattler (Maler)

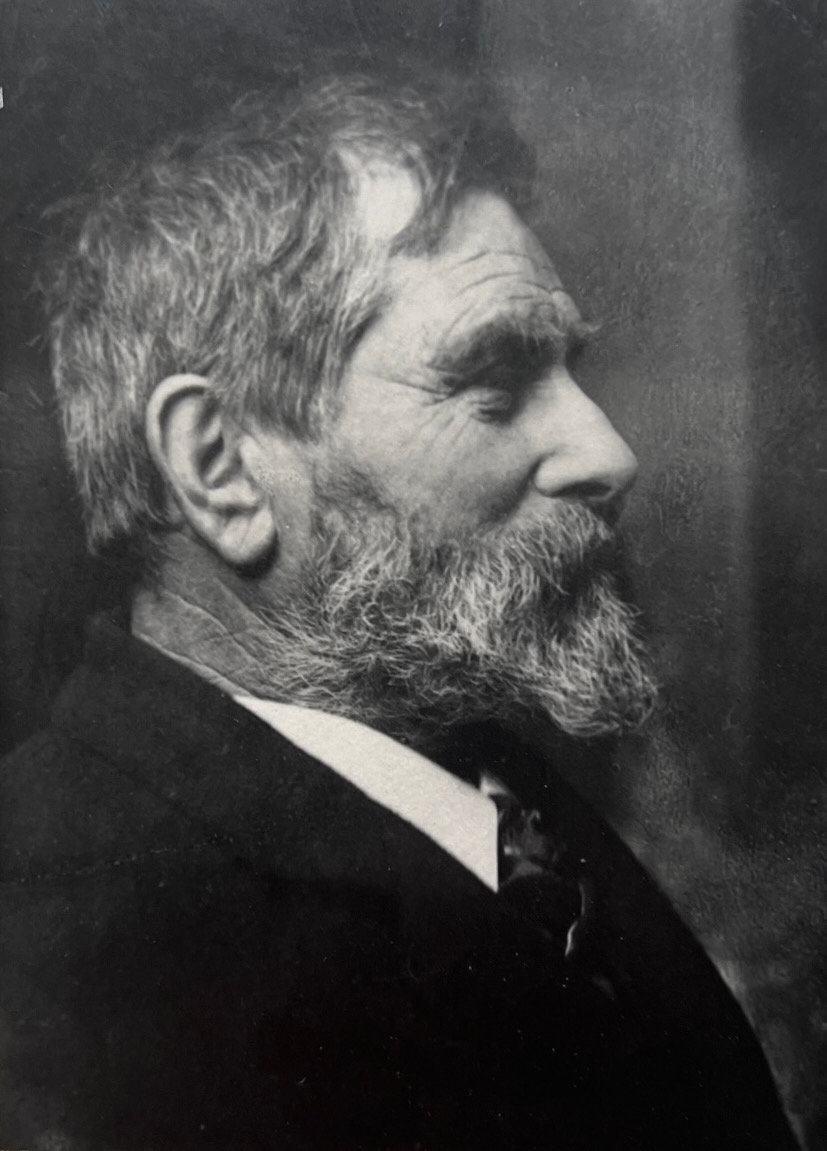
Ernst Sattler

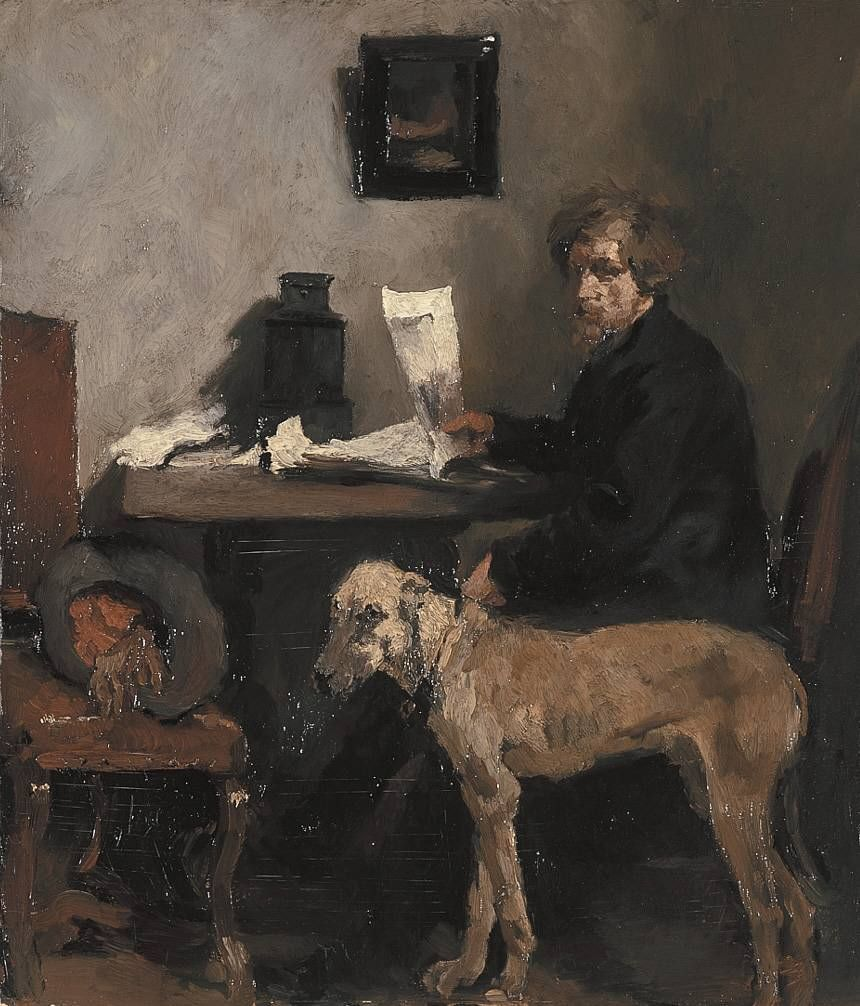
Wilhelm Leibl: Bildnis des Malers Sattler mit Dogge

Johann Ernst Sattler (* 31. Dezember 1840 in Schonungen bei Schweinfurt; † 29. September 1923 in Dresden) war ein deutscher Maler.

## Leben
Sattler war ein Enkel des Schweinfurter Unternehmers Wilhelm Sattler. Der Architekt Carl Sattler war sein Sohn, die Bildhauerin Irene Sattler seine Tochter.
Sattler studierte an der Kunstakademie Karlsruhe und war dort meistenteils Schüler von Prof. Johann Wilhelm Schirmer. Auf dessen Rat wechselte Sattler später nach München, wo er Meisterschüler des Historienmalers Karl Theodor von Piloty wurde.
In München machte Sattler auch die Bekanntschaft mit Wilhelm Leibl, den er sehr schätzte und dessen Künstlerkreis er sich bald schon anschloss. Während seiner Münchener Zeit unternahm Sattler immer wieder kurze Studienreisen nach Berlin und Paris, zu denen ihn seine Kollegen Wilhelm Trübner, Hans Thoma und weitere ermutigten.
Später ließ sich Sattler für einige Zeit in Florenz nieder, um die alten Meister zu studieren. In den Jahren 1879 bis 1884 lebte und wirkte Sattler in Frankfurt am Main. Zusammen mit Hans Thoma schuf Sattler dort die gesamte malerische Innenausstattung der Villa des Architekten Simon Ravenstein.
Anschließend ging er bis 1895 nach Dresden-Loschwitz und gründete dort wiederum ein Atelier. Dort befreundete er sich bald schon mit Adolf von Hildebrand, der später auch der Lehrer seines Sohnes Carl wurde. In Schonungen zeichnete Sattler für die Renovierung und die malerische Neugestaltung des Schlosses Mainberg verantwortlich. An der Erstellung der Gemälde im sog. Karlsturm in Schweinfurt, einem Nachfolgebau am Ort der abgegangenen Markgrafenburg, war er ebenfalls beteiligt.
Im Alter von nahezu 83 Jahren starb Johann Ernst Sattler am 29. September 1923 in Dresden-Hellerau.

## Werke (Auswahl)
- Wilhelm Leibl
- Die Isar vor der Stadt
- Hafen im Nebel